# Mohamed Ben Larbi Temsamani
 (mars 2024).
Si vous disposez d'ouvrages ou d'articles de référence ou si vous connaissez des sites web de qualité traitant du thème abordé ici, merci de compléter l'article en donnant les références utiles à sa vérifiabilité et en les liant à la section « Notes et références ».
Mohamed Ben Larbi Temsamani (en arabe : محمد بلعربي التمسماني) est un musicien et chef d'orchestre marocain né à Tanger en 1920 et mort à Tétouan le 6 janvier 2001.

## Biographie
Mohamed Ben Larbi Temsamani grandit au sein d'une famille éprise de musique arabo-andalouse (Al-Ala) et très jeune, il étudie la flûte, le luth et le piano pour s'intéresser ensuite au violon alto dont l'usage se développe au sein des formations traditionnelles.
En 1956, il est nommé directeur du Conservatoire de musique de Tétouan.
En 1990 et 1991 il participe à l'intégrale de l'Anthologie Al-Ala, musique andaluci-marocaine produite par le ministère de la Culture marocain et la Maison des cultures du monde en enregistrant avec l'Orchestre du conservatoire de Tétouan la Nûba al-Isbihân (durée 6 heures) et la Nûba Ramal al-Mâya (durée 9 heures), les deux grandes noubas religieuses du répertoire.
Mohamed Ben Larbi Temsamani est notamment connu pour avoir introduit dans la musique arabe, parmi les instruments traditionnels tels que le luth et la darbouka, l’utilisation d’instruments occidentaux (piano, clarinette, saxophone...). On lui attribue également l’introduction de voix féminines dans une musique jusqu’alors dominée par les hommes.

## Style musical
- Souci de précision dans l'exécution des phrasés
- Intégration de fioritures musicales appelées Zwaq dans le squelette de la Sana (poème chanté) et systématisation de leur exécution
- Variation dans l'exécution vocale (antiphonie et intégration du dialogue)
- Participation active de l'élément féminin, avec notamment comme interprètes Zohra Bettiwa et le chœur des élèves du conservatoire de Tétouan
- Plus grande richesse de l'instrumentalisation
- Réorganisation des airs de la Mshalya Elkbira[Quoi ?], qui fut l'objet d'un concours en 1960

## Collaborations
Les musiciens avec qui il collabore dans son orchestre furent pratiquement tous des professeurs du conservatoire de Tétouan.